# Fabio Carcani di Montaltino
Fabio Carcani di Montaltino (Trani, 14 luglio 1824 – Roma, 24 febbraio 1889) è stato un patriota e politico italiano.

## Biografia
Discendente dall'antica famiglia Carcano, attestata fin dal X secolo, con origine nella Signoria di Castel Carcano, vicino a Milano, fa parte del ramo insediatosi a Bari nel 1493. Combatte con Garibaldi per l'annessione del Regno delle Due Sicilie al Regno d'Italia: viene eletto consigliere comunale di Trani e nel 1865 viene eletto per la prima volta deputato, mantenendo la carica fino alla morte.